# Viking Airlines
Viking Airlines était une compagnie aérienne suédoise à bas prix, qui avait commencé ses opérations le 10 mai 2003. 
Elle exploitait des vols charters pour des voyagistes comme Héliades ou Thomas Cook notamment vers la Grèce. Elle a cessé ses activités le 18 octobre 2010.
Elle a finalement été déclarée en faillite et a déposé le bilan en février 2011.

## Flotte
- 1 McDonnell Douglas MD-83, avec 161 sièges économiques, pour des vols charters à travers l'Europe.
- 2 Boeing 737-800

## Source
- (en) Cet article est partiellement ou en totalité issu de l’article de Wikipédia en anglais intitulé « Viking Airlines » (voir la liste des auteurs).